# Tsumaki Yorinaka
Tsumaki Yorinaka (妻木 頼黄) est un architecte japonais né le 22 février 1859 et mort le 10 octobre 1916. 

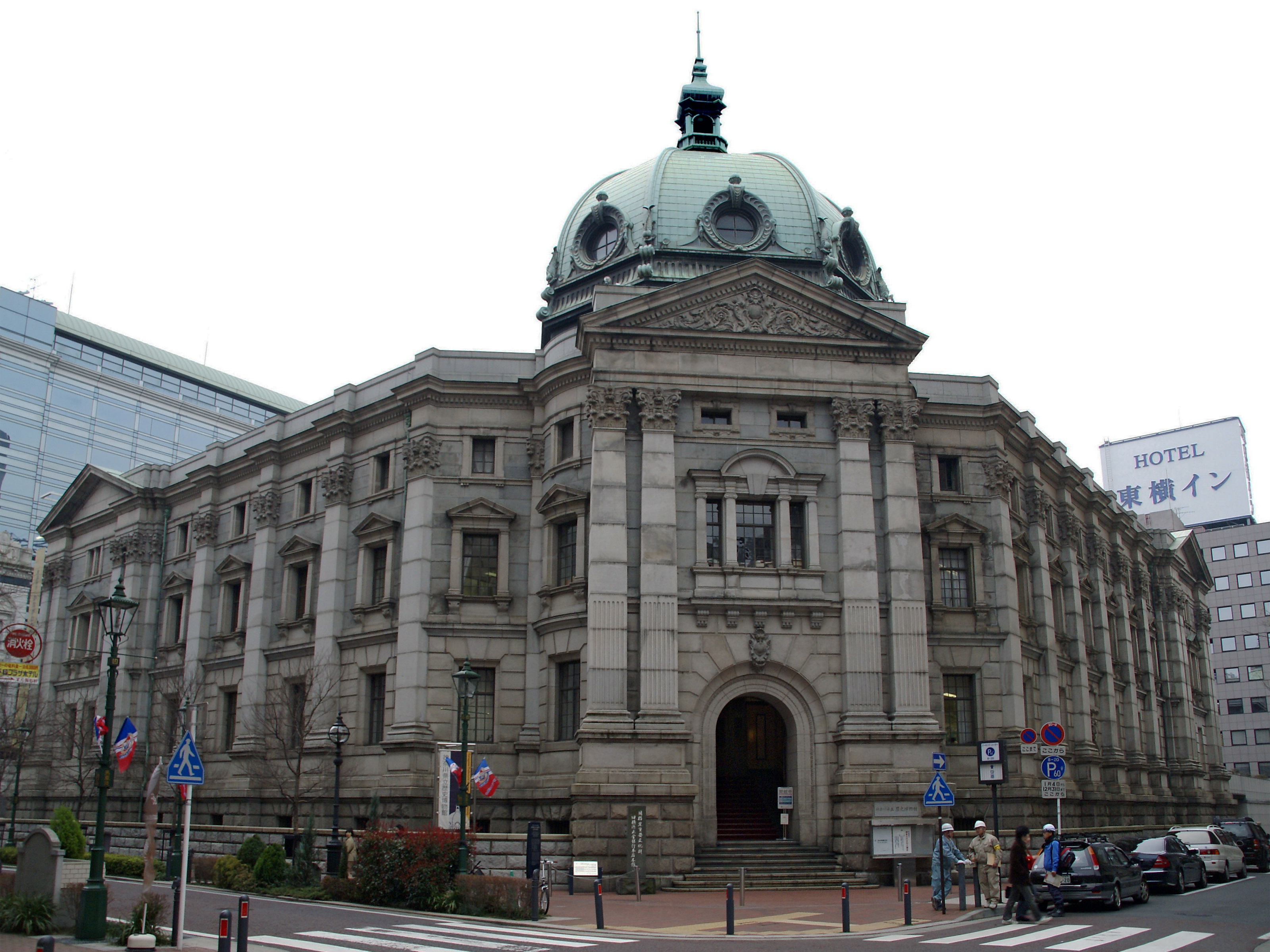
Banque de Yokohama.
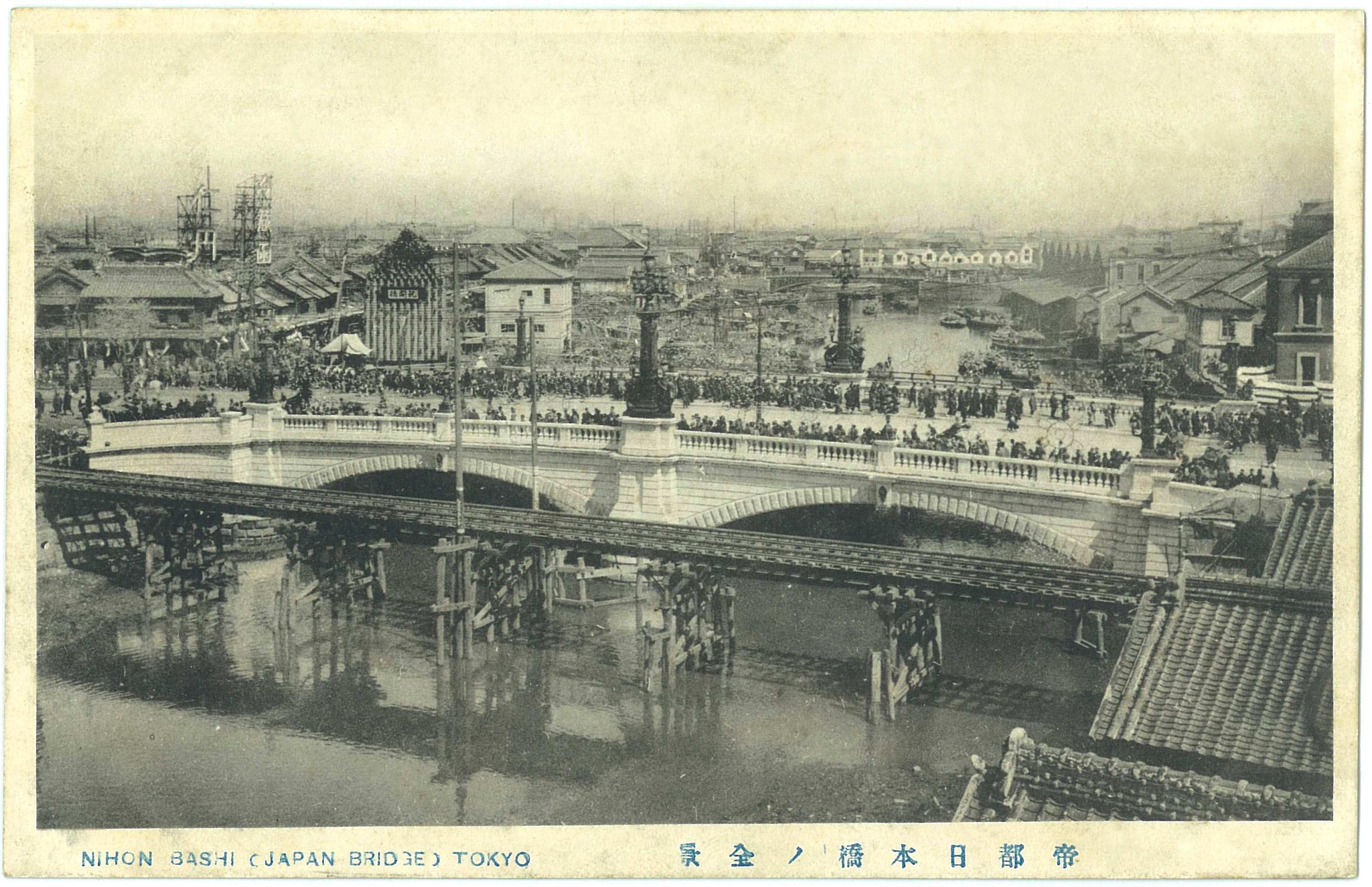
Pont de Nihonbashi
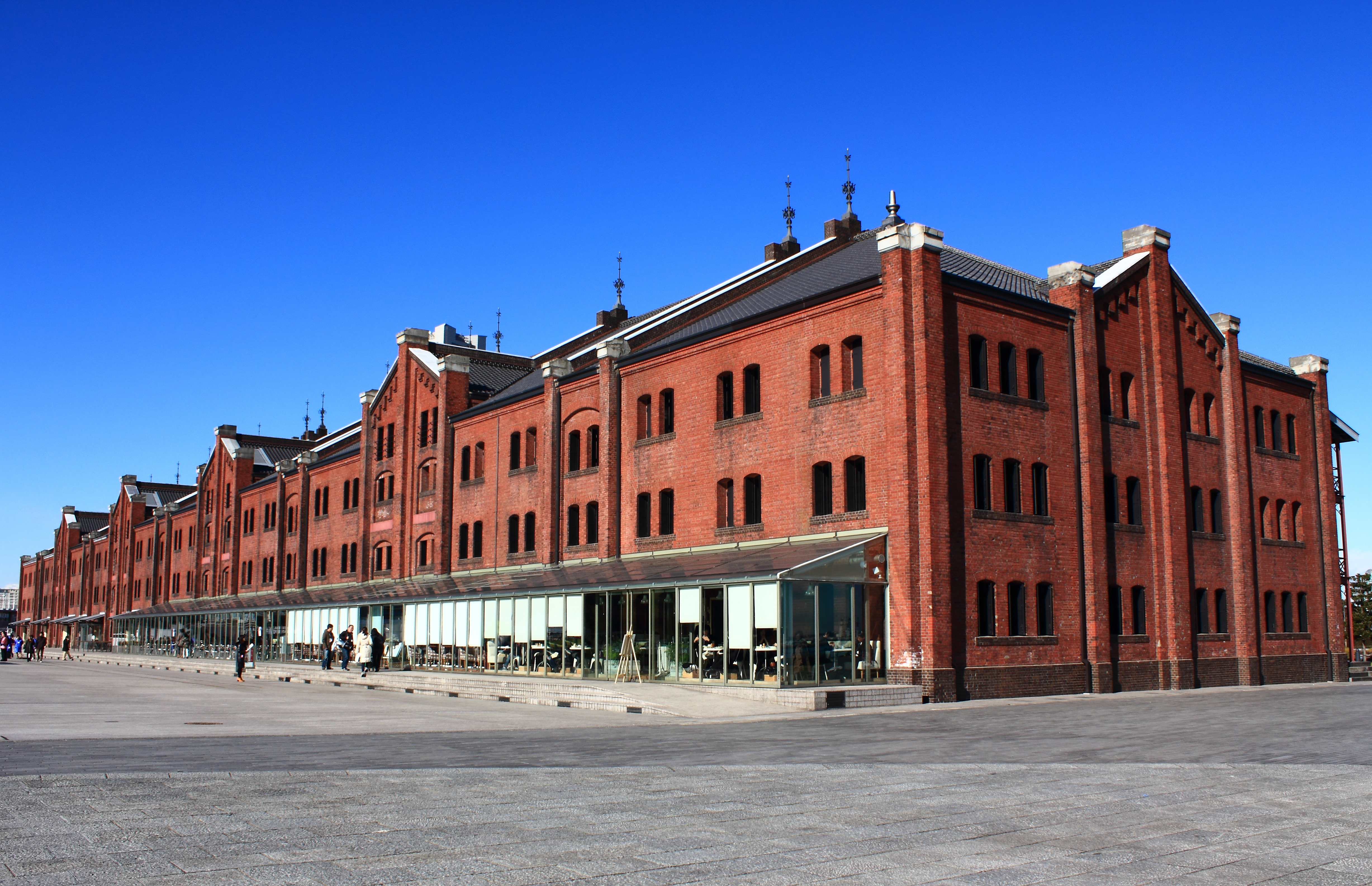
Entrepot de briques rouges de Yokohama.
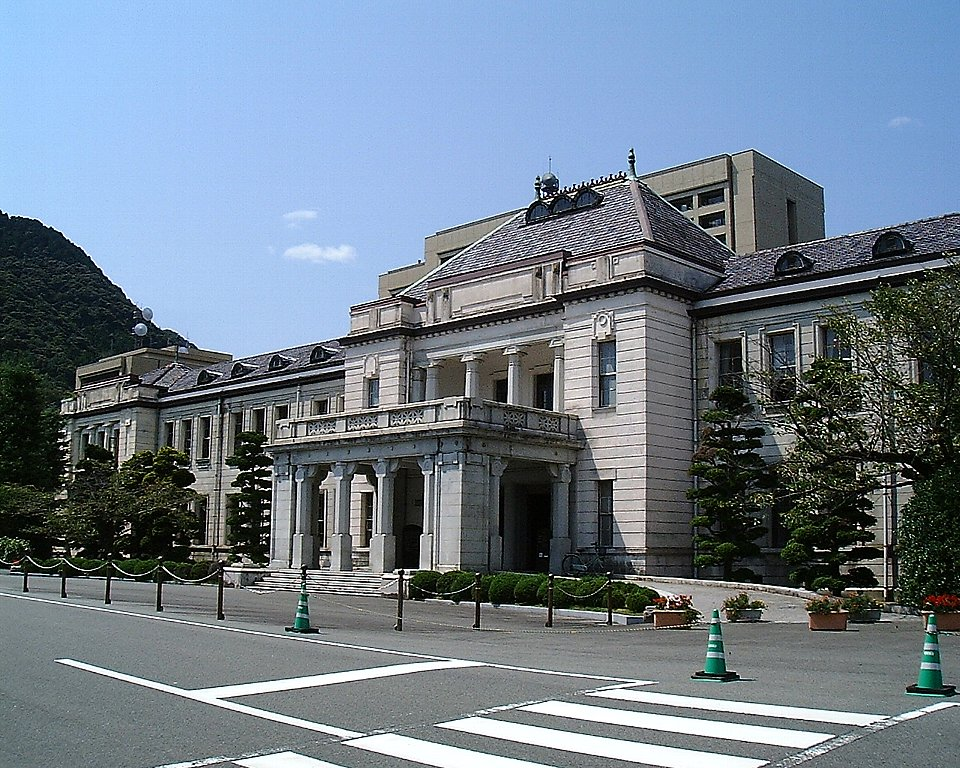
Ancien bâtiment gouvernemental à Yamaguchi.